# 盧克·威爾特希爾
盧克·威爾特希爾（ Luke Wilkshire ）是澳大利亞的一位足球運動員。在場上司職右後衛。現效力澳職FC悉尼，曾效力於荷蘭甲組足球聯賽的飛燕諾。雖然他是右後衛，但在場上可勝任多個位置。自2004年開始，他也代表澳大利亞國家足球隊參加比賽。

## 榮譽

### 國際賽
澳洲隊
- 大洋洲U20青年錦標賽冠軍：2001年
- 大洋洲國家盃冠軍：2004年

## 外部連結
- Football-lineups profile
- OzFootball profile （页面存档备份，存于）